# Distretto di Banan
Il distretto di Banan (cinese semplificato: 巴南区; cinese tradizionale: 巴南區; mandarino pinyin: Bānán Qū) è un distretto di Chongqing. Ha una superficie di 1.825 km² e una popolazione di 860.000 al 2006.